# Выборы губернатора Амурской области (2012)
Выборы губернатора Амурской области, в соответствии с решением Законодательного собрания региона, состоялись 14 октября 2012 года, одновременно с Единым днём голосования.
В них приняли участие действующий губернатор области Олег Кожемяко выдвинутый правящей партией «Единая Россия», а также представители ещё трёх партий (от ЛДПР — Иван Абрамов; от «Справедливой России» — Дмитрий Жаровский; от КПРФ — Роман Кобызов). Также кандидатами совершили попытку стать Сергей Пузиков (выдвинут съездом РПР) и лидер Амурского регионального отделения «Правого дела» — Виктор Черемисин. Однако Пузиков не собирал подписей в свою поддержку, а 28 августа Избирательная комиссия Амурской области признала выдвижения Пузикова незаконным.
30 августа 2012 года в регистрации было отказано Черемисину.
31 августа 2012 года было отказано Пузикову.
Остальные кандидаты прошли регистрацию.
Для того чтобы принять участие нужно было в срок с 3 августа и до 18:00 23 августа 2012 года (UTC+10) в облизбирком подать подписи 7 % депутатов и глав муниципального уровня в 22 районах Амурской области из 29 (минимум — 224; максимум — 235), в их числе 41 подпись от депутатов представительных органов муниципальных районов и городских округов. Также было запрещено участвовать кандидатам — самовыдвиженцам. Партия могла выдвинуть либо члена своей партии, либо беспартийного кандидата, но было запрещено партии выдвигать члена другой партии.
Агитационный период — с 15 сентября по 12 октября 2012 года. Формирование участковых избирательных комиссий проходило с 13 по 20 сентября 2012 года.
По официальным данным победу одержал действующий губернатор — Олег Кожемяко с результатом 77,28 %.
Это первые выборы главы региона после 11 летнего перерыва (предыдущие выборы проводились 25 марта 2001 года) и после того как Государственная дума вернула прямые выборы губернаторов.

## Предшествующие события
25 апреля 2012 года Государственная дума вернула прямые выборы губернаторов, при этом введя «муниципальные фильтры». 1 июня 2012 года закон вступил в силу.
О проведении выборов Законодательным собранием Амурской области было объявлено 12 июля 2012 года. Опубликовано на следующий день.
Согласно закону о выборах губернатора Амурской области, для того чтобы принять участие, следовало в срок с 3 августа и до 18:00 23 августа 2012 года (UTC+10) в облизбирком подать подписи 7 % депутатов и глав муниципального уровня Амурской области (минимум — 224; максимум — 235). Также было воспрещено участвовать кандидатам — самовыдвиженцам. За данный законопроект в Амурском региональном парламенте выступали фракции «Единая Россия» и «Справедливая Россия»; против — фракции КПРФ и ЛДПР.

### Кандидаты

#### «Единая Россия»
Кандидатами на пост главы администрации области по результатам предварительных праймериз оказались: Олег Кожемяко — действующий губернатор; Эдуард Хасаншин — заведующий отделением нейрохирургии Амурской областной клинической больницы; Надежда Пархунова — начальник управления по делам молодёжи города Благовещенска. Далее начались праймериз перед выборами губернатора.
По их результатам победил Олег Кожемяко.
21 августа 2012 года губернатор сдал в облизбирком 235 (максимальное количество допустимых) листов с подписями в свою поддержку.
30 августа 2012 года Кожемяко был зарегистрирован кандидатом, на следующий день получил удостоверение и портфель кандидата.

#### КПРФ
Наиболее вероятными кандидатами от этой партии считались Секретарь ЦК КПРФ Дмитрий Новиков; депутаты ГД Николай Харитонов, Владимир Комоедов; экс-первые секретари Амурского обкома КПРФ Станислав Горянский и Татьяна Ракутина; директор сельхозпредприятия «Байкал» Сергей Ткаченко, председатель Константиновского районного совета Нина Тарасенко; экс-губернатор Амурской области Владимир Полеванов; нынешний первый секретарь Амурского обкома КПРФ Роман Кобызов.
28 июля 2012 года на XLI внеочередной Конференция Амурского областного комитета партии кандидатом был выдвинут Роман Кобызов.
7 августа 2012 года появилась информация о том, что КПРФ не выдвинет своего кандидата на пост главы администрации.
Однако сам же Кобызов опроверг данную информацию.
18 августа 2012 года областной штаб по выборам сообщил о завершении сбора подписей в поддержку кандидата.
22 августа 2012 года лидер Амурских коммунистов подал 235 подписей (максимальное количество допустимых) в избирательную комиссию области.
КПРФ удивило то, что среди подписавшихся были и представители партии «Единая Россия», с которой у коммунистов отношения плохие. 31 августа 2012 года Кобызов был зарегистрирован кандидатом.

#### ЛДПР
Вероятных кандидатов было двое: Иван Абрамов — депутат госдумы и Сергей Абрамов — руководитель фракции ЛДПР в Амурском региональном парламенте.
Участники партийной конференции амурского отделения ЛДПР избрали кандидатом Ивана Абрамова.
22 августа 2012 года он подал 235 листов с подписями в поддержку (максимальное количество допустимых) в избирательную комиссию области. 31 августа 2012 года Абрамов получил удостоверение кандидата.

#### «Правое дело»
14 июля 2012 года по результатам партийной конференции кандидатом на губернаторское кресло был выдвинут Виктор Черемисин — нынешний региональный лидер «Правого дела», а также вице-мэр Благовещенска с 2000 по 2004 год.
20 августа 2012 года было заявлено о завершении сбора подписей.
На следующий день 233 подписи были сданы в облизбирком.
30 августа 2012 года Черемисину было отказано в регистрации, так как избирком обнаружил, что у него только 38 подписей депутатов представительных органов муниципальных районов и городских округов из нужных 41 подписи.

#### «Справедливая Россия»
Наиболее вероятным кандидатом от «эсеров» считалась руководитель Амурского регионального отделения Галина Буслова. Также была вероятность поддержки действующего губернатора Олега Кожемяко. Однако партия выдвинула депутата Законодательного собрания Дмитрия Жаровского претендентом на пост губернатора.
27 июля 2012 года он подал необходимые документы в областную избирательную комиссию.
17 августа 2012 года было заявлено об окончании сбора подписей.
20 августа 2012 года он подал 234 подписи в облизбирком.
29 августа Жаровский официально зарегистрирован кандидатом (самый первый из кандидатов в кандидаты).

#### Сергей Пузиков
13 августа 2012 года Амурское региональное отделение РПР выдвинуло кандидатом на пост губернатора области Сергея Пузикова.
Выдвинутый «Правым делом» Черемисин заявил о незаконности выдвижения Пузикова, так как последний является членом политического совета Амурского регионального отделения «Правого дела», и по закону член двух партий участвовать в выборах не может.
Избирком пообещал проверит данную информацию.
Сам же Пузиков заявил о своей беспартийности. Виктор Черемисин заявил, что из «Правого дела» он будет исключён.
На следующий день Пузиков уточнил, что он является членом «Правого дела», однако на тот момент, когда его кандидатура была утверждена РПР в качестве выдвиженца для участия в губернаторских выборах, не был членом ни одной партии.
22 августа 2012 года Пузиков отказался от участия в выборах и принял решение обратиться в суд, для того чтобы доказать, что нынешний закон о выборах губернатора является антиконституционным. 23 августа 2012 года он сдал документы в избирательную комиссию без единой подписи.
28 августа 2012 года облизирком признал незаконным выдвижение Пузикова в связи с тем, что на момент выдвижения он был членом «Правого дела», а выдвигать свою кандидатуру от другой политической партии он не имел права. 31 августа 2012 года Пузикову окончательно отказано в регистрации.

### Проблемы со сбором подписей
Такие кандидаты, как Кобызов и Черемисин, отметили что одной из главных проблем являлись географические особенности области — многие населённые пункты находились слишком далеко друг от друга, а дороги между ними оставляли желать лучшего. Это создавало проблему передвижения сборщиков.
Кандидат от КПРФ Роман Кобызов признался, что во время сбора подписей была проблема с заполнением самого подписного листа. В соответствии с законодательством, нужно было указать наименование населённого пункта, персональные данные, дату рождения и прочее. Из-за обнаруженных ошибок и опечаток в некоторых случаях приходилось снова приезжать за подписью в удалённое поселение. Также кандидат утверждал, что имели место случаи, когда сторонников Кобызова дезинформировали, говоря им, что подписи можно отдать за нескольких выдвиженцев, и таким образом поддержку получал другой кандидат.
Кандидат от ЛДПР Иван Абрамов заявил, что в некоторых районах не давали телефоны депутатов, из за чего была проблема с их нахождением.

### Предвыборная агитация
15 сентября 2012 года в СМИ началась предвыборная агитация кандидатов в губернаторы Амурской области. 11 сентября 2012 года каждый из кандидатов в губернаторы получил для бесплатной агитации по 3 часа в теле- и радиоэфире и по четыре полосы в газетах.
Первые предвыборные листовки и раздача газет появилась уже в начале сентября.
17 сентября кандидаты в губернаторы Амурской области получили право выступать по радио и телевидению.
В целом кандидаты в губернаторы были намерены завоёвывать голоса жителей области всеми способами, но только законными. Все пообещали не дарить подарков избирателям и не заниматься «чёрным пиаром». Планировалось, что в поддержку Жаровского в область приедут однопартийцы из Москвы, включая лидера партии Сергея Миронова. Кобызов пригласил в Амурскую область женщину-космонавта Светлану Савицкую. Однако никто из них не приехал.
28 сентября 2012 года Областная федерация профсоюзов выступила с инициативой подписания соглашения честных выборов губернатора, согласно которому, кандидаты в губернаторы обещали не распространять ложную информацию о конкурентах, не использовать противоправные, безнравственные технологии. Соглашение подписали только три из четырёх кандидатов — Абрамов, Жаровский и Кожемяко, а кандидат от КПРФ Роман Кобызов отказался его подписывать. Председатель областной федерации профсоюзов Александр Суворов расценил действия Кобызова как PR-ход и неуважение к федерации профсоюзов. Сам же кандидат от КПРФ объяснил: его отказ вызван тем, что выборы изначально не являются честными и демократичными в связи с «муниципальным фильтром» и отсутствием возможности выдвигать самовыдвиженцев; использованием административного ресурса со стороны «Единой России»; неучастием кандидата от партии власти в дебатах; запоздалостью самой инициативы.
В начале октября в СМИ появился агитационный ролик за Кожемяко с участием бывшего губернатора (с 1997 по 2001 год) и члена фракции КПРФ в Законодательном собрании региона Анатолия Белоногова, данное событие вызвало резонанс. По данным СМИ в обкоме КПРФ данное событие было воспринято болезненно.
13 октября 2012 года наступил день тишины.

### Жалобы в избирательную комиссию области
- 24 сентября 2012 года в облизбирком поступила жалоба от Ивана Абрамова (ЛДПР). В одной из газет было отказано опубликовать агитационный материал. Заместитель председателя областной избирательной комиссия Виктория Вискулова объяснила отказ тем, что руководство газеты увидело в материале признаки оскорбления чести и достоинства другого кандидата в губернаторы[51].
- 1 октября 2012 года поступила анонимная жалоба на кандидата в губернаторы Ивана Абрамова. Аноним пожаловался на ведение предвыборной агитации через отделения «Почту России». Вместе с корреспонденцией и выписанными газетами жители Амурской области начали получать печатную агитацию в поддержку кандидата. Автор жалобы попыталась отказалась выполнять передачу и как утверждает ей пригрозили увольнением. Однако и.о УФПС области сказал, что жалоба не имеет под собой оснований. Амурский облизбирком, по причине анонимности письма, передал его для дальнейших разбирательств в прокуратуру области[52].
- От кандидата от КПРФ Романа Кобызова поступило 9 жалоб[53][54].

Среди которых, претензия в агитационной деятельности Дмитрия Жаровского («Справедливая Россия»), Кобызов посчитал, что его конкурент в своей предвыборной деятельности использует служебное положение депутата законодательного собрания, а также вовремя не опубликовал свою программу в облизбирком. Облизибрком признал использование служебного положения Жаровским.
В распоряжении редакции газеты «Коммунисты Амура» оказалась копия письма руководителя фракции «Единая Россия» в региональном парламенте Амурской области Ольги Лысенко, обращённое к председателям городских и районных советов народных депутатов. В нём она просит закрепить «кураторов-единороссов» за населёнными пунктами, с целью проведения успешной выборной кампании. Амурский обком КПРФ утверждает об использовании преимуществ должностного положения, а также указывает на административное правонарушение. Это стало поводом подачи жалобы в облизирком.
Также кандидат от КПРФ подал жалобу за незаконный отказ одной из районных газет размещать его оплаченный агитационный материал.
Одна жалоба была на саму областную избирательную комиссию. По его словам, она должна была организовать ему встречу с военными, но встреча сорвалась. Однако в тот же день в ДВВКУ состоялась схожая встреча с представителем «Единой России», где, по данным кандидата, усматривались моменты явной агитации.
В газете «Амурская правда» от 3 октября 2012 года в статье «За губернатора проголосовали старатели, охотники и военные», а также в выпусках новостей ИА «Порт Амур» была распространена информация о том, что 158 жителей области уже проголосовали за губернатора. Несмотря на то, что в указанных материалах отсутствует непосредственное упоминание конкретного лица, обком КПРФ считает, что это прямое указанию на действующего главу региона Кожемяко.
Также одна жалоба была направлена на Анатолия Белоногова. Он снялся в агитационном ролике, призывающем голосовать за Олега Кожемяко от «Единой России», данное событие вызвало общественный резонанс. По мнению Кобызова, Белоногов не имел права агитировать, занимая государственную должность. Однако облизбирком в действиях экс-губернатора ничего противоправного не увидел. Такого же рода жалобы была на члена фракции «Единая Россия» в региональном парламенте и на начальника одного из управлений в городской администрации. В первом случае избирком удовлетворил жалобу, во втором нет.
Ещё одна жалоба касалась того, что в Ромненском районе агитаторов КПРФ пытались привлечь за организацию незаконного массового мероприятия, несмотря на то, что они просто раздавали газеты.

### Подготовка к выборам
С 13 по 20 сентября 2012 года по области были сформированы участковые избирательные комиссии. До этого в области открыты пять именных избирательных участка.
Всего для выборов напечатали 651 430 бюллетеней.
С 29 августа началась выдача открепительных удостоверений тем, кто не сможет проголосовать по месту жительства. Бланков было отпечатано в расчёте на 15 тысяч человек.

## Поддержка кандидатов другими партиями
1 октября 2012 года о поддержке кандидата от КПРФ Романа Кобызова от лица Амурского областного отделения партии «Яблоко» заявила их региональный лидер Наталья Калинина, также она была зарегистрирована в качестве доверенного лица кандидата.

## Голосование
До официального дня голосования в области досрочно проголосовало 1811 человек.
Официально УИК открылись в 8:00 14 октября 2012 года (UTC+10), однако 21 из 782 участков открылись на час-два раньше.
762 участка были оборудованы веб-камерами. На 430 участках каждый желающий мог наблюдать за процессом голосования, зарегистрировав себя на сайте www.webvybory2012.ru.
Тот, кто не имел возможности проголосовать на своём участке, мог сделать это при помощи открепительного удостоверения. Для этого всего было выдано 407 бланков.
Выборы отличились очень низкой явкой избирателей, которая составила 36,79 %. Заместитель председателя Избирательной комиссии Виктория Вискулова связала такое явление плохой погодой, которая установилась в этот день в регионе.

## Итоги
По официальным данным победу одержал действующий губернатор — Олег Кожемяко с результатом 77,28 %.
| Место                                                                                        | Место                                              | Кандидат                                           | Голосов    | %      |
| -------------------------------------------------------------------------------------------- | -------------------------------------------------- | -------------------------------------------------- | ---------- | ------ |
|                                                                                              | 1.                                                 | Кожемяко, Олег Николаевич                          | 185 055    | 77,28  |
|                                                                                              | 2.                                                 | Кобызов, Роман Александрович                       | 23 918     | 9,99   |
|                                                                                              | 3.                                                 | Абрамов, Иван Николаевич                           | 19 448     | 8,12   |
|                                                                                              | 4.                                                 | Жаровский, Дмитрий Сергеевич                       | 6125       | 2,56   |
| Число недействительных бюллетеней                                                            | Число недействительных бюллетеней                  | Число недействительных бюллетеней                  | 4929       | 2,06   |
| Критерий                                                                                     | Критерий                                           | Критерий                                           | Количество | %      |
| Действительные и недействительные бюллетени                                                  |                                                    |                                                    |            |        |
| Число действительных бюллетеней                                                              | Число действительных бюллетеней                    | Число действительных бюллетеней                    | 234 546    | 97,94  |
| Число недействительных бюллетеней                                                            | Число недействительных бюллетеней                  | Число недействительных бюллетеней                  | 4929       | 2,06   |
| Принявшие участие в голосовании и число избирателей                                          |                                                    |                                                    |            |        |
| Число избирателей, принявших участие в голосовании                                           | Число избирателей, принявших участие в голосовании | Число избирателей, принявших участие в голосовании | 239 475    | 100,00 |
| Число включённых в список избирателей                                                        | Число включённых в список избирателей              | Число включённых в список избирателей              | 651 250    | 100,00 |
| Бюллетени                                                                                    |                                                    |                                                    |            |        |
| Число бюллетеней, выданных на участке                                                        | Число бюллетеней, выданных на участке              | Число бюллетеней, выданных на участке              | 215 478    | 89,96  |
| Число бюллетеней, выданных вне участка                                                       | Число бюллетеней, выданных вне участка             | Число бюллетеней, выданных вне участка             | 22 540     | 9,41   |
| Число бюллетеней, выданных досрочно                                                          | Число бюллетеней, выданных досрочно                | Число бюллетеней, выданных досрочно                | 1509       | 0,63   |
| Число выданных бюллетеней                                                                    | Число выданных бюллетеней                          | Число выданных бюллетеней                          | 239 527    | 100,00 |
| Принявшие участие в выборах (явка избирателей) и голосовании (% от общего числа избирателей) |                                                    |                                                    |            |        |
| Число избирателей, принявших участие в выборах                                               | Число избирателей, принявших участие в выборах     | Число избирателей, принявших участие в выборах     | 239 527    | 36,78  |
| Число избирателей, принявших участие в голосовании                                           | Число избирателей, принявших участие в голосовании | Число избирателей, принявших участие в голосовании | 239 475    | 36,77  |

### Результаты выборов по административно-территориальным единицам
| АТЕ                    | Явка (в %) | Олег Кожемяко | Олег Кожемяко | Роман Кобызов | Роман Кобызов | Иван Абрамов | Иван Абрамов | Дмитрий Жаровский | Дмитрий Жаровский | Недействительные бюллетени | Недействительные бюллетени |
| АТЕ                    | Явка (в %) | Голосов       | %             | Голосов       | %             | Голосов      | %            | Голосов           | %                 | Кол-во                     | %                          |
| ---------------------- | ---------- | ------------- | ------------- | ------------- | ------------- | ------------ | ------------ | ----------------- | ----------------- | -------------------------- | -------------------------- |
| Архаринский район      | 40,16      | 4 420         | 79,40         | 478           | 8,59          | 416          | 4,47         | 151               | 2,71              | 102                        | 1,83                       |
| Бурейский район        | 32,02      | 5 090         | 78,93         | 614           | 9,52          | 491          | 7,61         | 159               | 2,47              | 95                         | 1,47                       |
| Райчихинск             | 27,97      | 3 534         | 69,14         | 807           | 15,79         | 445          | 8,71         | 215               | 4,21              | 110                        | 2,15                       |
| Прогресс               | 29,35      | 2 471         | 69,72         | 598           | 16,87         | 326          | 9,20         | 90                | 2,54              | 59                         | 1,66                       |
| Михайловский район     | 42,60      | 3 776         | 74,16         | 628           | 12,33         | 445          | 8,74         | 132               | 2,59              | 111                        | 2,18                       |
| Завитинский район      | 35,43      | 3 616         | 73,92         | 633           | 12,94         | 361          | 7,38         | 162               | 3,31              | 120                        | 2,45                       |
| Октябрьский район      | 52,58      | 6 877         | 80,62         | 468           | 5,49          | 715          | 8,38         | 262               | 3,07              | 208                        | 2,44                       |
| Ромненский район       | 52,81      | 3 388         | 81,03         | 385           | 9,21          | 294          | 7,03         | 59                | 1,41              | 55                         | 1,32                       |
| Константиновский район | 45,50      | 3 916         | 80,21         | 414           | 8,48          | 330          | 6,76         | 132               | 2,70              | 90                         | 1,84                       |
| Тамбовский район       | 41,69      | 6 117         | 78,78         | 695           | 8,95          | 597          | 7,69         | 154               | 1,98              | 202                        | 2,60                       |
| Благовещенск           | 25,22      | 29 884        | 67,94         | 6 495         | 14,77         | 5 500        | 12,50        | 1 129             | 2,57              | 981                        | 2,23                       |
| Благовещенский район   | 32,29      | 3 830         | 74,67         | 520           | 10,14         | 566          | 11,04        | 130               | 2,53              | 83                         | 1,62                       |
| Ивановский район       | 36,17      | 5 709         | 80,56         | 671           | 9,74          | 428          | 6,04         | 164               | 2,31              | 115                        | 1,62                       |
| Белогорск              | 51,61      | 23 487        | 84,96         | 1 693         | 6,12          | 1 348        | 4,88         | 590               | 2,13              | 527                        | 1,91                       |
| Белогорский район      | 37,09      | 4 573         | 81,05         | 538           | 9,54          | 334          | 5,92         | 80                | 1,42              | 117                        | 2,07                       |
| Серышевский район      | 48,70      | 7 976         | 82,57         | 705           | 7,30          | 613          | 6,35         | 215               | 2,23              | 151                        | 1,56                       |
| Свободный              | 38,44      | 12 353        | 75,41         | 1 802         | 10,99         | 1 187        | 7,25         | 617               | 3,77              | 423                        | 2,58                       |
| Свободненский район    | 67,43      | 4 759         | 78,18         | 544           | 8,94          | 467          | 7,67         | 164               | 2,69              | 153                        | 2,51                       |
| Углегорск              | 53,35      | 1 374         | 79,47         | 139           | 8,04          | 108          | 6,25         | 38                | 2,20              | 70                         | 4,05                       |
| Шимановск              | 40,87      | 4 982         | 78,32         | 632           | 9,94          | 501          | 7,88         | 144               | 2,26              | 102                        | 1,60                       |
| Шимановский район      | 71,34      | 2 654         | 78,34         | 212           | 6,26          | 275          | 8,12         | 100               | 2,95              | 147                        | 4,34                       |
| Мазановский район      | 42,25      | 3 573         | 79,65         | 346           | 7,71          | 329          | 7,33         | 152               | 3,39              | 86                         | 1,92                       |
| Магдагачинский район   | 34,14      | 4 781         | 75,96         | 719           | 11,42         | 474          | 7,53         | 146               | 2,32              | 174                        | 2,76                       |
| Сковородинский район   | 33,72      | 5 588         | 76,01         | 664           | 9,03          | 721          | 9,81         | 179               | 2,43              | 200                        | 2,72                       |
| Селемджинский район    | 41,88      | 2 955         | 75,29         | 416           | 10,60         | 348          | 8,87         | 125               | 3,18              | 81                         | 2,06                       |
| Зея                    | 34,20      | 5 536         | 80,65         | 656           | 9,56          | 361          | 5,26         | 229               | 3,34              | 82                         | 1,19                       |
| Зейский район          | 44,52      | 5 014         | 76,39         | 697           | 10,62         | 559          | 8,52         | 191               | 2,91              | 103                        | 1,57                       |
| Тында                  | 27,05      | 6 320         | 85,57         | 463           | 6,27          | 402          | 5,44         | 110               | 1,49              | 91                         | 1,23                       |
| Тындинский район       | 65,64      | 6 502         | 86,79         | 377           | 5,03          | 416          | 5,55         | 106               | 1,41              | 91                         | 1,21                       |
| Всего                  | 36,78      | 185 055       | 77,28         | 23 918        | 9,99          | 19 448       | 8,12         | 6 125             | 2,56              | 4 929                      | 2,06                       |

## Оценка выборов

### Оценка некоторых членов Общественной палаты Амурской области
Члены наблюдательного совета Общественной палаты Амурской области Андрей Есипенко и Евгений Ищенко не согласились с итогами и ходом прошедших выборов губернатора. По их мнению избирательная кампания прошла с нарушениями, которые во многих случаях так и остались не разрешёнными, отметив грубое поведение по отношению к избирателям со стороны членов некоторых УИКов и низкую активность наблюдателей от кандидатов.
При этом они отметили хорошую работу веб-камер. Контролёрам от Общественной палаты удалось выявить факты подкупа избирателей в Благовещенске и Белогорске. По каждому случаю проводилось отдельное разбирательство, однако наказать никого не удалось.

### Ассоциация «ГОЛОС»
директор межрегионального общественного фонда Ассоциация «ГОЛОС» — Сибирь Галина Иванова отметила, что низкая явка была запланирована властями. Также отмечается относительно слабая агитационная кампания, использование административного ресурса кандидатом от «Единой России», отказ одной из УИК в пересчёте голосов, в связи с тем, что возникла очень большая разница между выданными протоколами.

### КПРФ
Член избиркома от КПРФ Валерий Панасенко в своём докладе отметил, что прошедшие выборы губернатора Амурской области не были открытыми, свободными, равноправными, честными и, в итоге, легитимными, отметив нарушение с использованием административного ресурса и давления, воспрепятствование агитационной работе КПРФ, присутствие в СМИ действующего губернатора, которое занимало около 90 % новостного эфира и газетной площади, нарушения в день выборов.

### «Российская газета»
По мнению эксперта «Российской газеты» Николая Миронова, партии «Единая Россия», КПРФ и ЛДПР ещё на стадии сбора подписей за кандидатов договорились о ненападении. Договорённости между партиями помогали главе региона консолидировать элиты региона, а его оппонентам использовать избирательную кампанию, чтобы набрать имиджевые очки и провести консолидацию своего электората. Оппоненты, используя сдержанную критику власти, выдвигали своих кандидатов с целью засветить их.